# Princ-regent

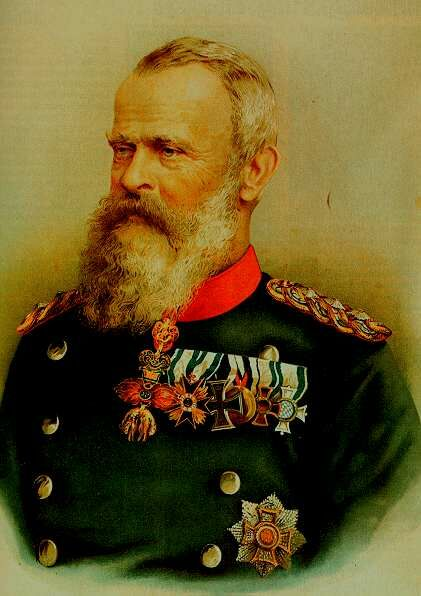
Luitpold, princ-regent bavorský

Princ-regent či kníže-regent je titul regenta zastupujícího knížete, jenž (ještě nebo již) nemůže vykonávat svůj úřad (např. z důvodu nepřítomnosti, nezletilosti, závažné nemoci nebo jiné nezpůsobilosti). Regent je zpravidla podle pořadí prvorozenectví nejbližší následující vlády schopný agnát, tedy např. korunní princ, pokud je dospělý. Místo nezletilého krále byl obvykle regentem jeho strýc.

## Významná období regentství
Někteří knížata-regenti zastávali svůj úřad po velmi dlouhou dobu:
- vévoda Filip II. Orleánský ve Francouzském království: v letech 1715–1723 za nezletilého Ludvíka XV. (období zvané Régence)
- princ Jiří Anglický ve Spojeném království: v letech 1811–1820 za svého otce Jiřího III. zřejmě onemocnivšího porfyrií (období zvané Regency)
- princ Luitpold v Bavorském království: v letech 1886–1912 nejprve za Ludvíka II. (zbaveného svéprávnosti), a později za Otu I. onemocnivšího trudnomyslností (období zvané Prinzregentenzeit)
- Karel Belgický (1903–1983) - princ-regent Belgického království

Princové-regenti úřadující jménem kurfiřta se označují jako kuradministrátoři.